# Kvalspelet till europamästerskapet i volleyboll för damer 2017
Kvalspelet till europamästerskapet i volleyboll för damer 2017 genomfördes 20 maj till 9 oktober 2016. I turneringen deltog tjugonio landslag från CEV:s medlemsförbund, varav nio kvalificerad sig för EM.

## Regelverk

### Format
Kvalet genomfördes i tre rundor:
- I den första rundan spelade de åtta lag som var sämst rankade i CEV-rankingen gruppspel i två grupper om fyra lag i varje där alla mötte alla i sin grupp både hemma och borta. Gruppvinnarna och den bästa tvåan gick vidare till den andra rundan.
- I den andra rundan spelade tjugofyra lag gruppspel uppdelade i sex grupper om fyra lag i varje. Åter mötte alla lag alla både hemma och borta. Ettan i varje grupp kvalificerade sig för EM medan tvåan gick vidare till tredje rundan.
- I den tredje rundan lottades varje två samman med en annan två och mötte det laget både hemma och borta. Det lag som vann flest matchpoäng kvalificerade sig för EM. Om bägge lagen vann lika många spelades ett avgörande golden set.

## Regelverk

### Format
Lagen delades in i grupper om fyra lag i varje grupp. Alla lag mötte alla andra lag i samma grupp både hemma och borta. De två främsta lagen i varje grupp kvalificerade sig för EM.

### Metod för att bestämma tabellplacering
Om slutresultatet blev 3-0 eller 3-1 tilldelades 3 matchpoäng till det vinnande laget och 0 till det förlorande laget, om slutresultatet blev 3-2 tilldelades 2 matchpoäng till det vinnande laget och 1 till det förlorande laget. 
- Antalet vunna matcher
- Matchpoäng
- Setkvot
- Bollpoängskvot
- Inbördes möten.

## Deltagande lag
| - Österrike - Belgien - Belarus - Bosnien och Hercegovina - Bulgarien - Kroatien - Danmark - Estland | - Finland - Frankrike - Grekland - Israel - Italien - Lettland - Litauen - Luxemburg | - Montenegro - Norge - Polen - Portugal - Tjeckien - Rumänien - Slovakien - Slovenien | - Spanien - Sverige - Schweiz - Ukraina - Ungern |

## Turneringen

### Första rundan
| Grupp 1   | Grupp 2                 |
| --------- | ----------------------- |
| Danmark   | Bosnien och Hercegovina |
| Estland   | Litauen                 |
| Luxemburg | Montenegro              |
| Sverige   | Norge                   |

#### Grupp 1

##### Resultat
| 20 maj 2016 Audentes Sports Centre, Tallinn Speltid: 1h:38 - Åskådare: 100 | Danmark   | 1 - 3 | Sverige   | 10-25, 25-19, 25-27, 16-25        |
| 20 maj 2016 Audentes Sports Centre, Tallinn Speltid: 1h:08 - Åskådare: 450 | Estland   | 3 - 0 | Luxemburg | 25-18, 25-16, 25-12               |
| 21 maj 2016 Audentes Sports Centre, Tallinn Speltid: 1h:13 - Åskådare: 100 | Sverige   | 3 - 0 | Luxemburg | 25.19, 25-19, 25-16               |
| 21 maj 2016 Audentes Sports Centre, Tallinn Speltid: 1h:13 - Åskådare: 500 | Danmark   | 0 - 3 | Estland   | 13-25, 17-25, 17-25               |
| 22 maj 2016 Audentes Sports Centre, Tallinn Speltid: 1h:09 - Åskådare: 100 | Luxemburg | 0 - 3 | Danmark   | 14-25, 17-25, 17-25               |
| 22 maj 2016 Audentes Sports Centre, Tallinn Speltid: 2h:06 - Åskådare: 700 | Sverige   | 2 - 3 | Estland   | 25-16, 25-17, 16-25, 17-25, 16-18 |

##### Sluttabell
| Pos. | Lag       | Pt | M | V | F | SV | SF | Kvot  | PV  | PF  | Kvot  |
| ---- | --------- | -- | - | - | - | -- | -- | ----- | --- | --- | ----- |
| 1    | Estland   | 8  | 3 | 3 | 0 | 9  | 2  | 4.500 | 251 | 192 | 1.307 |
| 2    | Sverige   | 7  | 3 | 2 | 1 | 8  | 4  | 2.000 | 270 | 231 | 1.168 |
| 3    | Danmark   | 3  | 3 | 1 | 2 | 4  | 6  | 0.666 | 198 | 219 | 0.904 |
| 4    | Luxemburg | 0  | 3 | 0 | 3 | 0  | 9  | 0.000 | 148 | 225 | 0.657 |

#### Grupp 2

##### Resultat
| 20 maj 2016 Alytus Center, Alytus Speltid: 1h:06 - Åskådare: 100 | Norge                   | 0 - 3 | Bosnien och Hercegovina | 19-25, 13-25, 11-25               |
| 20 maj 2016 Alytus Center, Alytus Speltid: 1h:40 - Åskådare: 120 | Litauen                 | 1 - 3 | Montenegro              | 19-25, 22-25, 25-22, 13-25        |
| 21 maj 2016 Alytus Center, Alytus Speltid: 2h:05 - Åskådare: 70  | Bosnien och Hercegovina | 3 - 2 | Montenegro              | 25-23, 25-27, 13-25, 25-22, 15-9  |
| 21 maj 2016 Alytus Center, Alytus Speltid: 2h:00 - Åskådare: 110 | Norge                   | 3 - 2 | Litauen                 | 20-25, 12-25, 27-25, 25-23, 15-12 |
| 22 maj 2016 Alytus Center, Alytus Speltid: 1h:07 - Åskådare: 50  | Montenegro              | 3 - 0 | Norge                   | 25-19, 25-18, 25-15               |
| 22 maj 2016 Alytus Center, Alytus Speltid: 1h:57 - Åskådare: 80  | Bosnien och Hercegovina | 3 - 2 | Litauen                 | 21-25, 21-25, 25-8, 25-18, 15-8   |

##### Sluttabell
| Pos. | Lag                     | Pt | M | V | F | SV | SF | Kvot  | PV  | PF  | Kvot  |
| ---- | ----------------------- | -- | - | - | - | -- | -- | ----- | --- | --- | ----- |
| 1    | Bosnien och Hercegovina | 7  | 3 | 3 | 0 | 9  | 4  | 2.250 | 285 | 233 | 1.223 |
| 2    | Montenegro              | 7  | 3 | 2 | 1 | 8  | 4  | 2.000 | 278 | 234 | 1.188 |
| 3    | Norge                   | 2  | 3 | 1 | 2 | 3  | 8  | 0.375 | 194 | 260 | 0.746 |
| 4    | Litauen                 | 2  | 3 | 0 | 3 | 5  | 9  | 0.555 | 273 | 303 | 0.901 |

### Andra rundan
| Grupp A   | Grupp B                 | Grupp C | Grupp D   | Grupp E    |
| --------- | ----------------------- | ------- | --------- | ---------- |
| Österrike | Belgien                 | Estland | Kroatien  | Bulgarien  |
| Italien   | Bosnien och Hercegovina | Finland | Israel    | Montenegro |
| Lettland  | Frankrike               | Polen   | Portugal  | Rumänien   |
| Ukraina   | Spanien                 | Ungern  | Slovakien | Schweiz    |

| Grupp F   |
| --------- |
| Belarus   |
| Grekland  |
| Tjeckien  |
| Slovenien |

#### Grupp A

##### Resultat
| 16 september 2016 FSK Olymp, Juzjne Speltid: 1h:16 - Åskådare: 1 300              | Österrike | 0 - 3 | Ukraina   | 24-26, 13-25, 13-25               |
| 16 september 2016 FSK Olymp, Juzjne Speltid: 1h:00 - Åskådare: 700                | Italien   | 3 - 0 | Lettland  | 25-12, 25-15, 25-6                |
| 17 september 2016 FSK Olymp, Juzjne Speltid: 1h:02 - Åskådare: 650                | Ukraina   | 3 - 0 | Lettland  | 25-10, 25-14, 25-17               |
| 17 september 2016 FSK Olymp, Juzjne Speltid: 1h:12 - Åskådare: 300                | Österrike | 0 - 3 | Italien   | 14-25, 12-25, 22-25               |
| 18 september 2016 FSK Olymp, Juzjne Speltid: 1h:47 - Åskådare: 1 150              | Ukraina   | 2 - 3 | Italien   | 17-25, 25-21, 25-19, 11-25, 12-15 |
| 18 september 2016 FSK Olymp, Juzjne Speltid: 2h:02 - Åskådare: 150                | Lettland  | 2 - 3 | Österrike | 18-25, 25-23, 25-23, 13-25, 11-15 |
| 23 september 2016 PalaMadigan, Montecatini Terme Speltid: 1h:03 - Åskådare: 120   | Lettland  | 0 - 3 | Ukraina   | 12-25, 9-25, 12-25                |
| 23 september 2016 PalaMadigan, Montecatini Terme Speltid: 1h:18 - Åskådare: 1 050 | Italien   | 3 - 0 | Österrike | 25-15, 26-24, 25-15               |
| 24 september 2016 PalaMadigan, Montecatini Terme Speltid: 1h:09 - Åskådare: 1 550 | Ukraina   | 3 - 0 | Österrike | 25-15, 25-12, 25-10               |
| 24 september 2016 PalaMadigan, Montecatini Terme Speltid: 0h:59 - Åskådare: 3 250 | Lettland  | 0 - 3 | Italien   | 8-25, 13-25, 15-25                |
| 25 september 2016 PalaMadigan, Montecatini Terme Speltid: 1h:11 - Åskådare: 730   | Österrike | 3 - 0 | Lettland  | 25-19, 25-18, 25-16               |
| 25 september 2016 PalaMadigan, Montecatini Terme Speltid: 1h:36 - Åskådare: 2 110 | Ukraina   | 1 - 3 | Italien   | 11-25, 25-18, 20-25, 15-25        |

##### Sluttabell
| Pos. | Lag       | Pt | M | V | F | SV | SF | Kvot  | PV  | PF  | Kvot  |
| ---- | --------- | -- | - | - | - | -- | -- | ----- | --- | --- | ----- |
| 1    | Italien   | 17 | 6 | 6 | 0 | 18 | 3  | 6.000 | 499 | 331 | 1.507 |
| 2    | Ukraina   | 13 | 6 | 4 | 2 | 15 | 6  | 2.250 | 462 | 359 | 1.286 |
| 3    | Österrike | 5  | 6 | 2 | 4 | 6  | 14 | 0.428 | 374 | 447 | 0.836 |
| 4    | Lettland  | 1  | 6 | 0 | 6 | 2  | 18 | 0.111 | 288 | 486 | 0.592 |

#### Grupp B

##### Resultat
| 16 september 2016 Palais des sports de Bordeaux, Bordeaux Speltid: 1h:18 - Åskådare: 200   | Bosnien och Hercegovina | 0 - 3 | Spanien                 | 18-25, 17-25, 15-25               |
| 16 september 2016 Palais des sports de Bordeaux, Bordeaux Speltid: 1h:52 - Åskådare: 800   | Frankrike               | 1 - 3 | Belgien                 | 20-25, 26-24, 17-25, 23-25        |
| 17 september 2016 Palais des sports de Bordeaux, Bordeaux Speltid: 2h:03 - Åskådare: 300   | Spanien                 | 2 - 3 | Belgien                 | 15-25, 25-19, 25-22, 21-25, 11-15 |
| 17 september 2016 Palais des sports de Bordeaux, Bordeaux Speltid: 1h:21 - Åskådare: 900   | Bosnien och Hercegovina | 0 - 3 | Frankrike               | 13-25, 18-25, 19-25               |
| 18 september 2016 Palais des sports de Bordeaux, Bordeaux Speltid: 1h:09 - Åskådare: 200   | Belgien                 | 3 - 0 | Bosnien och Hercegovina | 25-3, 25-9, 28-26                 |
| 18 september 2016 Palais des sports de Bordeaux, Bordeaux Speltid: 1h:21 - Åskådare: 1 000 | Spanien                 | 3 - 0 | Frankrike               | 25-14, 25-22, 25-19               |
| 22 september 2016 Lotto Arena, Antwerpen Speltid: 1h:18 - Åskådare: 325                    | Spanien                 | 3 - 0 | Bosnien och Hercegovina | 25-22, 25-18, 25-16               |
| 22 september 2016 Lotto Arena, Antwerpen Speltid: 1h:12 - Åskådare: 1 850                  | Frankrike               | 0 - 3 | Belgien                 | 15-25, 12-25, 15-25               |
| 23 september 2016 Lotto Arena, Antwerpen Speltid: 1h:40 - Åskådare: 225                    | Bosnien och Hercegovina | 1 - 3 | Frankrike               | 23-25, 25-18, 15-25, 22-25        |
| 24 september 2016 Lotto Arena, Antwerpen Speltid: 1h:01 - Åskådare: 3 500                  | Belgien                 | 3 - 0 | Bosnien och Hercegovina | 25-13, 25-8, 25-5                 |
| 24 september 2016 Lotto Arena, Antwerpen Speltid: 1h:52 - Åskådare: 410                    | Spanien                 | 1 - 3 | Frankrike               | 20-25, 33-31, 23-25, 17-25        |
| 25 september 2016 Lotto Arena, Antwerpen Speltid: 1h:30 - Åskådare: 4 450                  | Belgien                 | 3 - 0 | Spanien                 | 25-20, 29-27, 29-27               |

##### Sluttabell
| Pos. | Lag                     | Pt | M | V  | F | SV | SF | Kvot  | PV  | PF  | Kvot  |
| ---- | ----------------------- | -- | - | -- | - | -- | -- | ----- | --- | --- | ----- |
| 1    | Belgien                 | 17 | 6 | 6  | 0 | 18 | 3  | 6.000 | 516 | 363 | 1.421 |
| 2    | Spanien                 | 10 | 6 | '3 | 3 | 12 | 9  | 1.333 | 489 | 456 | 1.072 |
| 3    | Frankrike               | 9  | 6 | 3  | 3 | 10 | 11 | 0.909 | 457 | 477 | 0.958 |
| 4    | Bosnien och Hercegovina | 0  | 6 | 0  | 6 | 1  | 18 | 0.055 | 305 | 471 | 0.647 |

#### Grupp C

##### Resultat
| 16 september 2016 Érd Aréna, Érd Speltid: 1h:24 - Åskådare: 172                       | Finland | 0 - 3 | Polen   | 19-25, 16-25, 21-25               |
| 16 september 2016 Érd Aréna, Érd Speltid: 1h:41 - Åskådare: 476                       | Ungern  | 3 - 1 | Estland | 25-19, 25-22, 16-25, 25-11        |
| 17 september 2016 Érd Aréna, Érd Speltid: 1h:21 - Åskådare: 153                       | Polen   | 3 - 0 | Estland | 25-17, 25-16, 25-17               |
| 17 september 2016 Érd Aréna, Érd Speltid: 1h:56 - Åskådare: 658                       | Finland | 1 - 3 | Ungern  | 27-25, 19-25, 19-25, 20-25        |
| 18 september 2016 Érd Aréna, Érd Speltid: 2h:03 - Åskådare: 255                       | Estland | 3 - 2 | Finland | 25-13, 22-25, 20-25, 25-20, 15-11 |
| 18 september 2016 Érd Aréna, Érd Speltid: 1h:53 - Åskådare: 773                       | Polen   | 3 - 1 | Ungern  | 23-25, 25-14, 25-20, 25-22        |
| 23 september 2016 Hala Sportowa Miejski, Bielsko-Biała Speltid: 2h:06 - Åskådare: 240 | Finland | 2 - 3 | Ungern  | 23-25, 25-18, 23-25, 25-22, 9-15  |
| 23 september 2016 Hala Sportowa Miejski, Bielsko-Biała Speltid: 1h:13 - Åskådare: 540 | Polen   | 3 - 0 | Estland | 25-19, 25-17, 25-17               |
| 24 september 2016 Hala Sportowa Miejski, Bielsko-Biała Speltid: 2h:00 - Åskådare: 160 | Ungern  | 3 - 2 | Estland | 25-16, 20-25, 23-25, 25-14, 15-13 |
| 24 september 2016 Hala Sportowa Miejski, Bielsko-Biała Speltid: 1h:47 - Åskådare: 890 | Finland | 1 - 3 | Polen   | 23-25, 20-25, 25-20, 19-25        |
| 25 september 2016 Hala Sportowa Miejski, Bielsko-Biała Speltid: 2h:02 - Åskådare: 140 | Estland | 2 - 3 | Finland | 21-25, 25-20, 15-25, 25-22, 13-15 |
| 25 september 2016 Hala Sportowa Miejski, Bielsko-Biała Speltid: 1h:09 - Åskådare: 720 | Ungern  | 0 - 3 | Polen   | 18-25, 18-25, 10-25               |

##### Sluttabell
| Pos. | Lag     | Pt | M | V | F | SV | SF | Kvot  | PV  | PF  | Kvot  |
| ---- | ------- | -- | - | - | - | -- | -- | ----- | --- | --- | ----- |
| 1    | Polen   | 18 | 6 | 6 | 0 | 18 | 2  | 9.000 | 493 | 373 | 1.321 |
| 2    | Ungern  | 10 | 6 | 4 | 2 | 13 | 12 | 1.083 | 531 | 533 | 0.996 |
| 3    | Finland | 4  | 6 | 1 | 5 | 9  | 17 | 0.529 | 534 | 581 | 0.919 |
| 4    | Estland | 4  | 6 | 1 | 5 | 8  | 17 | 0.470 | 479 | 550 | 0.870 |

#### Grupp D

##### Resultat
| 16 september 2016 Estádio Municipal, Póvoa de Varzim Speltid: 1h:17 - Åskådare: 50    | Slovakien | 0 - 3 | Kroatien  | 12-25, 15-25, 18-25        |
| 16 september 2016 Estádio Municipal, Póvoa de Varzim Speltid: 1h:37 - Åskådare: 400   | Portugal  | 3 - 0 | Israel    | 25-15, 26-24, 28-26        |
| 17 september 2016 Estádio Municipal, Póvoa de Varzim Speltid: 1h:28 - Åskådare: 50    | Kroatien  | 3 - 0 | Israel    | 25-9, 25-21, 27-25         |
| 17 september 2016 Estádio Municipal, Póvoa de Varzim Speltid: 1h:54 - Åskådare: 1 200 | Slovakien | 3 - 1 | Portugal  | 25-19, 25-17, 23-25, 25-21 |
| 18 september 2016 Estádio Municipal, Póvoa de Varzim Speltid: 1h:52 - Åskådare: 50    | Israel    | 1 - 3 | Slovakien | 17-25, 25-18, 20-25, 21-25 |
| 18 september 2016 Estádio Municipal, Póvoa de Varzim Speltid: 1h:18 - Åskådare: 1 500 | Kroatien  | 3 - 0 | Portugal  | 25-15, 25-17, 25-18        |
| 22 september 2016 Dvorana Gimnasium, Rovinj Speltid: 1h:55 - Åskådare: 30             | Slovakien | 3 - 1 | Israel    | 25-15, 25-23, 21-25, 27-25 |
| 23 september 2016 Dvorana Gimnasium, Rovinj Speltid: 1h:53 - Åskådare: 55             | Portugal  | 3 - 1 | Israel    | 25-19, 23-25, 25-19, 25-12 |
| 23 september 2016 Dvorana Gimnasium, Rovinj Speltid: 1h:21 - Åskådare: 455            | Kroatien  | 3 - 0 | Slovakien | 25-21, 25-20, 26-24        |
| 24 september 2016 Dvorana Gimnasium, Rovinj Speltid: 1h:16 - Åskådare: 365            | Kroatien  | 3 - 0 | Portugal  | 25-21, 25-15, 25-20        |
| 25 september 2016 Dvorana Gimnasium, Rovinj Speltid: 1h:37 - Åskådare: 50             | Slovakien | 3 - 1 | Portugal  | 25-19, 25-14, 18-25, 25-17 |
| 25 september 2016 Dvorana Gimnasium, Rovinj Speltid: 1h:56 - Åskådare: 225            | Israel    | 1 - 3 | Kroatien  | 26-28, 15-25, 26-24, 24-26 |

##### Sluttabell
| Pos. | Lag       | Pt | M | V | F | SV | SF | Kvot   | PV  | PF  | Kvot  |
| ---- | --------- | -- | - | - | - | -- | -- | ------ | --- | --- | ----- |
| 1    | Kroatien  | 18 | 6 | 6 | 0 | 8  | 1  | 18.000 | 481 | 362 | 1.328 |
| 2    | Slovakien | 12 | 6 | 4 | 2 | 12 | 10 | 1.200  | 492 | 479 | 1.027 |
| 3    | Portugal  | 6  | 6 | 2 | 4 | 8  | 13 | 0.615  | 440 | 481 | 0.914 |
| 4    | Israel    | 0  | 6 | 0 | 6 | 4  | 18 | 0.222  | 457 | 548 | 0.833 |

#### Grupp E

##### Resultat
| 16 september 2016 Hristo Botev Hall, Sofia Speltid: 1h:58 - Åskådare: 100       | Montenegro | 3 - 1 | Rumänien   | 25-23, 25-21, 21-25, 25-19        |
| 16 september 2016 Hristo Botev Hall, Sofia Speltid: 1h:20 - Åskådare: 400       | Bulgarien  | 3 - 0 | Schweiz    | 25-18, 25-13, 25-14               |
| 17 september 2016 Hristo Botev Hall, Sofia Speltid: 1h:49 - Åskådare: 50        | Rumänien   | 3 - 1 | Schweiz    | 25-23, 19-25, 25-20, 25-22        |
| 17 september 2016 Hristo Botev Hall, Sofia Speltid: 1h:22 - Åskådare: 500       | Montenegro | 0 - 3 | Bulgarien  | 18-25, 19-25, 11-25               |
| 18 september 2016 Hristo Botev Hall, Sofia Speltid: 2h:01 - Åskådare: 50        | Schweiz    | 3 - 2 | Montenegro | 16-25, 25-12, 25-20, 23-25, 15-13 |
| 18 september 2016 Hristo Botev Hall, Sofia Speltid: 1h:33 - Åskådare: 600       | Rumänien   | 0 - 3 | Bulgarien  | 22-25, 15-25, 20-25               |
| 22 september 2016 Sala Polivalentă, Piatra Neamţ Speltid: 1h:03 - Åskådare: 720 | Schweiz    | 0 - 3 | Rumänien   | 12-25, 11-25, 14-25               |
| 22 september 2016 Sala Polivalentă, Piatra Neamţ Speltid: 1h:44 - Åskådare: 100 | Bulgarien  | 3 - 1 | Montenegro | 26-28, 25-11, 25-12, 25-18        |
| 23 september 2016 Sala Polivalentă, Piatra Neamţ Speltid: 1h:22 - Åskådare: 800 | Rumänien   | 3 - 0 | Montenegro | 25-17, 25-19, 25-15               |
| 23 september 2016 Sala Polivalentă, Piatra Neamţ Speltid: 1h:56 - Åskådare: 70  | Schweiz    | 2 - 3 | Bulgarien  | 25-20, 17-25, 25-23, 15-25, 12-15 |
| 24 september 2016 Sala Polivalentă, Piatra Neamţ Speltid: 1h:14 - Åskådare: 900 | Rumänien   | 0 - 3 | Bulgarien  | 18-25, 8-25, 22-25                |
| 24 september 2016 Sala Polivalentă, Piatra Neamţ Speltid: 1h:52 - Åskådare: 60  | Montenegro | 3 - 1 | Schweiz    | 25-21, 23-25, 25-16, 25-20        |

##### Sluttabell
| Pos. | Lag        | Pt | M | V | F | SV | SF | Kvot  | PV  | PF  | Kvot  |
| ---- | ---------- | -- | - | - | - | -- | -- | ----- | --- | --- | ----- |
| 1    | Bulgarien  | 17 | 6 | 6 | 0 | 18 | 3  | 6.000 | 509 | 361 | 1.410 |
| 2    | Rumänien   | 9  | 6 | 3 | 3 | 10 | 10 | 1.000 | 437 | 424 | 1.030 |
| 3    | Montenegro | 7  | 6 | 2 | 4 | 9  | 14 | 0.642 | 457 | 525 | 0.870 |
| 4    | Schweiz    | 3  | 6 | 1 | 5 | 7  | 17 | 0.411 | 452 | 545 | 0.829 |

#### Grupp F

##### Resultat
| 16 september 2016 Sportovní hala Vodova, Brno Speltid: 1h:59 - Åskådare: 50    | Slovenien | 2 - 3 | Belarus   | 25-13, 25-20, 16-25, 20-25, 12-15 |
| 16 september 2016 Sportovní hala Vodova, Brno Speltid: 1h:17 - Åskådare: 300   | Tjeckien  | 3 - 0 | Grekland  | 25-12, 25-20, 25-15               |
| 17 september 2016 Sportovní hala Vodova, Brno Speltid: 1h:11 - Åskådare: 100   | Belarus   | 3 - 2 | Grekland  | 25-16, 25-14, 22-25, 24-26, 15-12 |
| 17 september 2016 Sportovní hala Vodova, Brno Speltid: 1h:15 - Åskådare: 2 500 | Slovenien | 0 - 3 | Tjeckien  | 20-25, 16-25, 13-25               |
| 18 september 2016 Sportovní hala Vodova, Brno Speltid: 1h:36 - Åskådare: 50    | Grekland  | 1 - 3 | Slovenien | 16-25, 25-21, 20-25, 8-25         |
| 18 september 2016 Sportovní hala Vodova, Brno Speltid: 2h:18 - Åskådare: 1 000 | Belarus   | 3 - 2 | Tjeckien  | 20-25, 25-22, 19-25, 26-24, 15-10 |
| 23 september 2016 Dvorana Tabor, Maribor Speltid: 2h:13 - Åskådare: 80         | Belarus   | 2 - 3 | Tjeckien  | 24-26, 24-26, 25-22, 25-21, 7-15  |
| 23 september 2016 Dvorana Tabor, Maribor Speltid: 2h:05 - Åskådare: 400        | Slovenien | 3 - 2 | Grekland  | 23-25, 25-20, 26-24, 23-25, 15-8  |
| 24 september 2016 Dvorana Tabor, Maribor Speltid: 1h:23 - Åskådare: 80         | Tjeckien  | 3 - 0 | Grekland  | 25-20, 25-13, 25-22               |
| 24 september 2016 Dvorana Tabor, Maribor Speltid: 1h:24 - Åskådare: 600        | Belarus   | 3 - 0 | Slovenien | 25-21, 25-17, 25-16               |
| 25 september 2016 Dvorana Tabor, Maribor Speltid: 1h:24 - Åskådare: 50         | Grekland  | 0 - 3 | Belarus   | 22-25, 21-25, 19-25               |
| 25 september 2016 Dvorana Tabor, Maribor Speltid: 1h:51 - Åskådare: 400        | Tjeckien  | 1 - 3 | Slovenien | 24-26, 25-19, 20-25, 21-25        |

##### Sluttabell
| Pos. | Lag       | Pt | M | V | F | SV | SF | Kvot  | PV  | PF  | Kvot  |
| ---- | --------- | -- | - | - | - | -- | -- | ----- | --- | --- | ----- |
| 1    | Belarus   | 13 | 6 | 5 | 1 | 17 | 9  | 1.888 | 569 | 523 | 1.088 |
| 2    | Tjeckien  | 12 | 6 | 4 | 2 | 15 | 8  | 1.875 | 531 | 456 | 1.164 |
| 3    | Slovenien | 9  | 6 | 3 | 3 | 11 | 13 | 0.846 | 504 | 509 | 0.990 |
| 4    | Grekland  | 2  | 6 | 0 | 6 | 5  | 18 | 0.277 | 428 | 544 | 0.786 |

### Tredje rundan

#### Match 1
| 1º oktober 2017 Sala Polivalentă, Piatra Neamț Speltid: 1h:20 - Åskådare: 800           | Rumänien | 3 - 0 | Ungern    | 25-17, 25-18, 25-15               |
| 1º oktober 2017 Jablonec City Hall, Jablonec nad Nisou Speltid: 1h:15 - Åskådare: 1 000 | Tjeckien | 3 - 0 | Slovakien | 25-14, 25-20, 25-15               |
| 1º oktober 2017 FSK Olymp, Juzjne Speltid: 2h:19 - Åskådare: 600                        | Ukraina  | 2 - 3 | Spanien   | 22-25, 23-25, 29-27, 25-23, 12-15 |

#### Match 2
| 9 oktober 2017 Érd Aréna, Érd Speltid: 2h:25 - Åskådare: 1 100                         | Ungern    | 3 - 1 | Rumänien | 14-25, 25-22, 27-25, 25-19 Golden set: 15-13 |
| 5 oktober 2017 Arena Poprad, Poprad Speltid: 2h:04 - Åskådare: 950                     | Slovakien | 3 - 2 | Tjeckien | 26-28, 25-19, 23-25, 25-22, 15-10            |
| 7 oktober 2017 Polidesportivo Agua Vivas, Guadalajara Speltid: 1h:54 - Åskådare: 1 200 | Spanien   | 1 - 3 | Ukraina  | 21-25, 25-22, 22-25, 14-25                   |

## Kvalificerade lag
| Lag       | Turnering             |
| --------- | --------------------- |
| Belgien   | 1:a grupp B           |
| Belarus   | 1:a grupp F           |
| Bulgarien | 1:a grupp E           |
| Italien   | 1:a grupp A           |
| Kroatien  | 1:a grupp D           |
| Polen     | 1:a grupp C           |
| Tjeckien  | Vinnare tredje rundan |
| Ukraina   | Vinnare tredje rundan |
| Ungern    | Vinnare tredje rundan |